# Patinage artistique aux Jeux olympiques de 1968
Navigation
Innsbruck 1964 Sapporo 1972
Les épreuves de patinage artistique aux Jeux olympiques d'hiver de 1968 se déroulent du 7 au 16 février 1968 au stade de glace de Grenoble en France. 
Les compétitions regroupent dix-sept pays et quatre-vingt-seize athlètes (quarante-six hommes et cinquante femmes). 
Trois épreuves sont disputées :
- Concours Messieurs (les 13 et 14 février pour les figures imposées et le 16 février pour le programme libre).
- Concours Dames (les 7 et 8 février pour les figures imposées et le 10 février pour le programme libre).
- Concours Couples (le 11 février pour le programme court et le 14 février pour le programme libre).

Pour la première fois dans l'histoire des Jeux olympiques, un programme court est ajouté à la compétition des couples artistiques. Ce programme court avait déjà été introduit à partir des championnats européens et des mondiaux de 1964.

## Participants

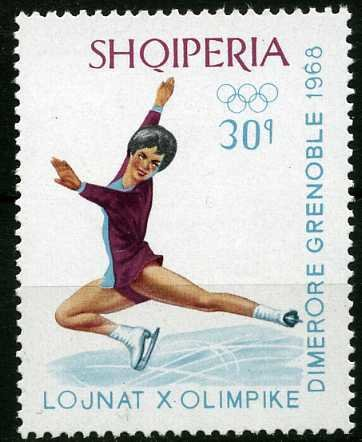
Timbre albanais émis à l'occasion des Xe Jeux olympiques d'hiver

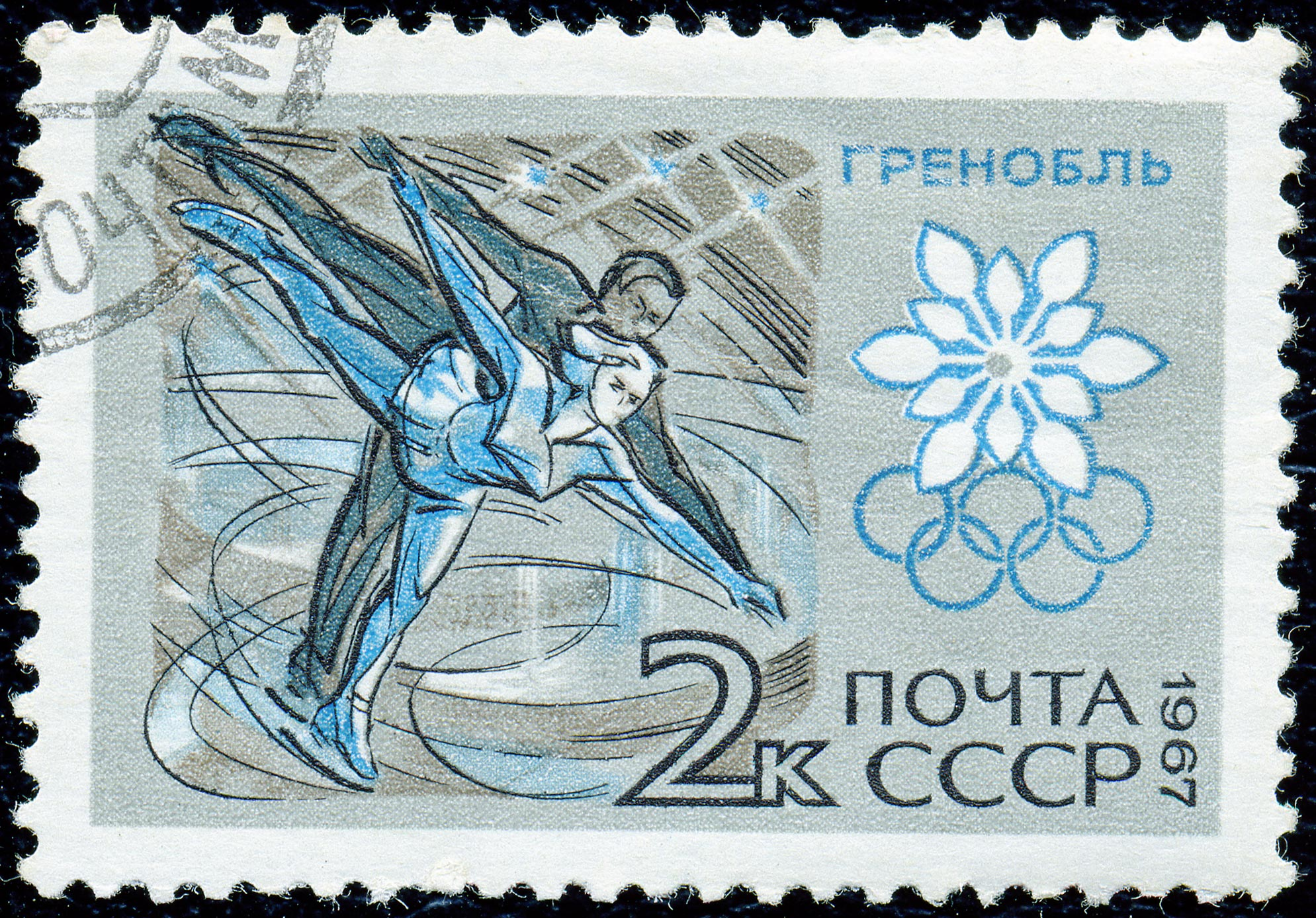
Timbre soviétique émis à l'occasion des Xe Jeux olympiques d'hiver

96 patineurs de 17 nations participent aux Jeux olympiques d'hiver de 1968 : 46 hommes et 50 femmes.
La Corée du Sud et la Pologne participent pour la première fois aux épreuves de patinage artistique des Jeux olympiques d'hiver. 
| Pays                 | Participants Hommes                                                                      | Participantes Femmes                                                                             | Nombre d'hommes | Nombre de femmes | Nombre total |
| -------------------- | ---------------------------------------------------------------------------------------- | ------------------------------------------------------------------------------------------------ | --------------- | ---------------- | ------------ |
| Allemagne de l'Est   | Hans-Georg Dallmer Jan Hoffmann Heinz-Ulrich Walther Günter Zöller                       | Sonja Morgenstern Irene Müller Gabriele Seyfert Heidemarie Steiner                               | 4               | 4                | 8            |
| Allemagne de l'Ouest | Wolfgang Danne Jürgen Eberwein Peter Krick Walter Häfner Herbert Wiesinger               | Margot Glockshuber Gudrun Hauss Monika Feldmann Petra Ruhrmann Marianne Streifler Eileen Zillmer | 5               | 6                | 11           |
| Autriche             | Günter Anderl Wilhelm Bietak Emmerich Danzer Wolfgang Schwarz                            | Elisabeth Mikula Elisabeth Nestler Evelyne Schneider Beatrix Schuba                              | 4               | 4                | 8            |
| Canada               | Jay Humphry Steve Hutchinson David McGillivray John McKilligan Richard Stephens          | Linda Carbonetto Lyndsai Cowan Anna Forder Karen Magnussen Betty McKilligan                      | 5               | 5                | 10           |
| Corée du Sud         | Lee Gwang-yeong                                                                          | Kim Hye-gyeong Lee Hyeon-ju                                                                      | 1               | 2                | 3            |
| États-Unis           | Ronald Kauffman John Misha Petkevich Kenneth Shelley Gary Visconti Roy Wagelein Tim Wood | Peggy Fleming Cynthia Kauffman Janet Lynn Albertina Noyes JoJo Starbuck Sandi Sweitzer           | 6               | 6                | 12           |
| France               | Jacques Mrozek Philippe Pélissier Patrick Péra                                           | Sylvaine Duban Micheline Joubert                                                                 | 3               | 2                | 5            |
| Hongrie              | Jenő Ébert                                                                               | Zsuzsa Almássy                                                                                   | 1               | 1                | 2            |
| Italie               | Giordano Abbondati                                                                       | Rita Trapanese                                                                                   | 1               | 1                | 2            |
| Japon                | Yutaka Higuchi Tsuguhiko Kozuka                                                          | Haruko Ishida Kumiko Okawa Kazumi Yamashita                                                      | 2               | 3                | 5            |
| Pologne              | Piotr Sczypa                                                                             | Janina Poremska                                                                                  | 1               | 1                | 2            |
| Roumanie             |                                                                                          | Beatrice Huștiu                                                                                  | 0               | 1                | 1            |
| Royaume-Uni          | Haig Oundjian Michael Williams Ray Wilson                                                | Linda Bernard Patricia Dodd Sally-Anne Stapleford Frances Waghorn                                | 3               | 4                | 7            |
| Suède                | Thomas Callerud                                                                          |                                                                                                  | 1               | 0                | 1            |
| Suisse               |                                                                                          | Charlotte Walter                                                                                 | 0               | 1                | 1            |
| Tchécoslovaquie      | Peter Bartosiewicz Marian Filc Ondrej Nepela Jan Šrámek                                  | Liana Drahová Hana Mašková Bohunka Šrámková Marie Víchová                                        | 4               | 4                | 8            |
| Union soviétique     | Aleksandr Gorelik Alexeï Michine Oleg Protopopov Sergueï Tchetveroukhine Sergueï Volkov  | Ludmila Belousova Galina Grzhibovskaya Tamara Moskvina Elena Shcheglova Tatiana Zhuk             | 5               | 5                | 10           |
| Total                | Total                                                                                    | Total                                                                                            | 46              | 50               | 96           |

## Podiums
| Épreuves                      | Or                                  | Argent                           | Bronze                              |
| ----------------------------- | ----------------------------------- | -------------------------------- | ----------------------------------- |
| Messieurs résultats détaillés | Wolfgang Schwarz                    | Timothy Wood                     | Patrick Péra                        |
| Dames résultats détaillés     | Peggy Fleming                       | Gabriele Seyfert                 | Hana Mašková                        |
| Couples résultats détaillés   | Ludmila Belousova / Oleg Protopopov | Tatiana Zhuk / Aleksandr Gorelik | Margot Glockshuber / Wolfgang Danne |

## Tableau des médailles
| Rang  | Pays                 | Médaille d'or, Jeux olympiques | Médaille d'argent, Jeux olympiques | Médaille de bronze, Jeux olympiques | Total |
| 1     | États-Unis           | 1                              | 1                                  | 0                                   | 2     |
| 1     | Union soviétique     | 1                              | 1                                  | 0                                   | 2     |
| 3     | Autriche             | 1                              | 0                                  | 0                                   | 1     |
| 4     | Allemagne de l'Est   | 0                              | 1                                  | 0                                   | 1     |
| 5     | Allemagne de l'Ouest | 0                              | 0                                  | 1                                   | 1     |
| 5     | France               | 0                              | 0                                  | 1                                   | 1     |
| 5     | Tchécoslovaquie      | 0                              | 0                                  | 1                                   | 1     |
| Total | Total                | 3                              | 3                                  | 3                                   | 9     |

## Détails des compétitions

### Messieurs
| Rang | Nom                     | Nation               | Places | Points | Fig. impo. | Prog. libre |
| ---- | ----------------------- | -------------------- | ------ | ------ | ---------- | ----------- |
| 1    | Wolfgang Schwarz        | Autriche             | 13.0   | 1904.1 | 1          | 2           |
| 2    | Tim Wood                | États-Unis           | 17.0   | 1891.6 | 2          | 3           |
| 3    | Patrick Péra            | France               | 31.0   | 1864.5 | 3          | 7           |
| 4    | Emmerich Danzer         | Autriche             | 29.0   | 1873.0 | 4          | 1           |
| 5    | Gary Visconti           | États-Unis           | 52.0   | 1810.2 | 6          | 5           |
| 6    | John Misha Petkevich    | États-Unis           | 56.0   | 1806.2 | 8          | 4           |
| 7    | Jay Humphry             | Canada               | 63.0   | 1795.0 | 9          | 6           |
| 8    | Ondrej Nepela           | Tchécoslovaquie      | 73.0   | 1772.8 | 5          | 10          |
| 9    | Sergueï Tchetveroukhine | Union soviétique     | 93.0   | 1737.0 | 11         | 11          |
| 10   | Marian Filc             | Tchécoslovaquie      | 97.0   | 1734.2 | 13         | 8           |
| 11   | Günter Zöller           | Allemagne de l'Est   | 10.0   | 1727.9 | 10         | 14          |
| 12   | Peter Krick             | Allemagne de l'Ouest | 104.0  | 1723.2 | 7          | 16          |
| 13   | Philippe Pélissier      | France               | 114.0  | 1706.0 | 14         | 12          |
| 14   | Giordano Abbondati      | Italie               | 117.0  | 1690.9 | 12         | 18          |
| 15   | Michael Williams        | Royaume-Uni          | 147.0  | 1650.9 | 15         | 15          |
| 16   | David McGillivray       | Canada               | 139.0  | 1663.7 | 21         | 9           |
| 17   | Haig Oundjian           | Royaume-Uni          | 154.0  | 1639.5 | 19         | 13          |
| 18   | Sergueï Volkov          | Union soviétique     | 158.0  | 1632.0 | 16         | 17          |
| 19   | Jenő Ébert              | Hongrie              | 180.0  | 1595.4 | 17         | 24          |
| 20   | Jacques Mrozek          | France               | 179.0  | 1601.0 | 18         | 20          |
| 21   | Tsuguhiko Kozuka        | Japon                | 189.0  | 1584.0 | 24         | 19          |
| 22   | Steve Hutchinson        | Canada               | 193.0  | 1578.3 | 22         | 21          |
| 23   | Günter Anderl           | Autriche             | 193.0  | 1574.7 | 20         | 23          |
| 24   | Jürgen Eberwein         | Allemagne de l'Ouest | 219.0  | 1530.3 | 25         | 22          |
| 25   | Yutaka Higuchi          | Japon                | 218.0  | 1529.6 | 23         | 26          |
| 26   | Jan Hoffmann            | Allemagne de l'Est   | 238.0  | 1437.8 | 26         | 25          |
| 27   | Thomas Callerud         | Suède                | 241.0  | 1399.3 | 27         | 27          |
| 28   | Lee Gwang-yeong         | Corée du Sud         | 250.0  | 1360.3 | 28         | 28          |

### Dames
| Rang    | Nom                   | Nation               | Places | Points | Fig. impo. | Prog. libre |
| ------- | --------------------- | -------------------- | ------ | ------ | ---------- | ----------- |
| 1       | Peggy Fleming         | États-Unis           | 9.0    | 1970.5 | 1          | 1           |
| 2       | Gabriele Seyfert      | Allemagne de l'Est   | 18.0   | 1882.3 | 2          | 2           |
| 3       | Hana Mašková          | Tchécoslovaquie      | 31.0   | 1828.8 | 4          | 3           |
| 4       | Albertina Noyes       | États-Unis           | 40.0   | 1797.3 | 5          | 7           |
| 5       | Beatrix Schuba        | Autriche             | 51.0   | 1773.2 | 3          | 12          |
| 6       | Zsuzsa Almássy        | Hongrie              | 57.0   | 1757.0 | 6          | 8           |
| 7       | Karen Magnussen       | Canada               | 63.0   | 1759.4 | 10         | 4           |
| 8       | Kumiko Okawa          | Japon                | 61.0   | 1763.6 | 8          | 5           |
| 9       | Janet Lynn            | États-Unis           | 90.0   | 1698.7 | 14         | 6           |
| 10      | Monika Feldmann       | Allemagne de l'Ouest | 99.0   | 1687.1 | 11         | 13          |
| 11      | Sally-Anne Stapleford | Royaume-Uni          | 105.0  | 1680.9 | 7          | 17          |
| 12      | Elena Shcheglova      | Union soviétique     | 110.0  | 1670.4 | 13         | 10          |
| 13      | Linda Carbonetto      | Canada               | 111.0  | 1662.9 | 24         | 9           |
| 14      | Kazumi Yamashita      | Japon                | 139.0  | 1639.0 | 15         | 14          |
| 15      | Patricia Dodd         | Royaume-Uni          | 140.0  | 1634.6 | 9          | 27          |
| 16      | Galina Grzhibovskaya  | Union soviétique     | 144.0  | 1628.5 | 25         | 11          |
| 17      | Petra Ruhrmann        | Allemagne de l'Ouest | 161.0  | 1611.2 | 16         | 18          |
| 18      | Elisabeth Mikula      | Autriche             | 164.0  | 1612.5 | 17         | 19          |
| 19      | Eileen Zillmer        | Allemagne de l'Ouest | 171.0  | 1600.3 | 12         | 23          |
| 20      | Micheline Joubert     | France               | 182.0  | 1594.8 | 28         | 15          |
| 21      | Marie Víchová         | Tchécoslovaquie      | 187.0  | 1580.4 | 20         | 16          |
| 22      | Charlotte Walter      | Suisse               | 202.5  | 1571.5 | 21         | 26          |
| 23      | Elisabeth Nestler     | Autriche             | 208.0  | 1562.6 | 26         | 21          |
| 24      | Frances Waghorn       | Royaume-Uni          | 211.0  | 1557.2 | 22         | 28          |
| 25      | Rita Trapanese        | Italie               | 216.5  | 1549.2 | 27         | 24          |
| 26      | Haruko Ishida         | Japon                | 218.0  | 1552.7 | 18         | 25          |
| 27      | Sylvaine Duban        | France               | 219.0  | 1551.4 | 19         | 29          |
| 28      | Sonja Morgenstern     | Allemagne de l'Est   | 251.0  | 1475.9 | 29         | 22          |
| 29      | Beatrice Huștiu       | Roumanie             | 257.0  | 1457.2 | 31         | 20          |
| 30      | Lee Hyeon-ju          | Corée du Sud         | 271.0  | 1359.9 | 30         | 30          |
| 31      | Kim Hye-gyeong        | Corée du Sud         | 277.0  | 1336.2 | 32         | 31          |
| Abandon | Lyndsai Cowan         | Canada               |        |        | 23         |             |

### Couples
| Rang | Nom                                       | Nation               | Places | Points | Prog. court | Prog. libre |
| ---- | ----------------------------------------- | -------------------- | ------ | ------ | ----------- | ----------- |
| 1    | Ludmila Belousova / Oleg Protopopov       | Union soviétique     | 10.0   | 315.2  | 1           | 1           |
| 2    | Tatiana Zhuk / Aleksandr Gorelik          | Union soviétique     | 17.0   | 312.3  | 2           | 2           |
| 3    | Margot Glockshuber / Wolfgang Danne       | Allemagne de l'Ouest | 30.0   | 304.4  | 3           | 3           |
| 4    | Heidemarie Steiner / Heinz-Ulrich Walther | Allemagne de l'Est   | 37.0   | 303.1  | 4           | 4           |
| 5    | Tamara Moskvina / Alexeï Michine          | Union soviétique     | 44.0   | 300.3  | 6           | 5           |
| 6    | Cynthia Kauffman / Ronald Kauffman        | États-Unis           | 58.0   | 297.0  | 5           | 7           |
| 7    | Sandi Sweitzer / Roy Wagelein             | États-Unis           | 64.5   | 294.5  | 8           | 6           |
| 8    | Gudrun Hauss / Walter Häfner              | Allemagne de l'Ouest | 67.0   | 293.6  | 7           | 9           |
| 9    | Irene Müller / Hans-Georg Dallmer         | Allemagne de l'Est   | 82.0   | 289.4  | 9           | 8           |
| 10   | Bohunka Šrámková / Jan Šrámek             | Tchécoslovaquie      | 91.5   | 285.8  | 10          | 10          |
| 11   | Marianne Streifler / Herbert Wiesinger    | Allemagne de l'Ouest | 100.0  | 282.7  | 12          | 11          |
| 12   | Liana Drahová / Peter Bartosiewicz        | Tchécoslovaquie      | 116.0  | 276.8  | 11          | 15          |
| 13   | JoJo Starbuck / Kenneth Shelley           | États-Unis           | 121.0  | 276.0  | 14          | 12          |
| 14   | Janina Poremska / Piotr Sczypa            | Pologne              | 120.0  | 274.1  | 13          | 14          |
| 15   | Evelyne Schneider / Wilhelm Bietak        | Autriche             | 129.0  | 272.2  | 15          | 13          |
| 16   | Anna Forder / Richard Stephens            | Canada               | 138.0  | 269.2  | 16          | 16          |
| 17   | Betty McKilligan / John McKilligan        | Canada               | 154.0  | 254.8  | 17          | 17          |
| 18   | Linda Bernard / Ray Wilson                | Royaume-Uni          | 160.0  | 251.2  | 18          | 18          |

### Danse sur glace (démonstration)
La danse sur glace est présente aux Jeux de 1968 en tant que sport de démonstration. Il n'y a pas de médaille attribuée.
L'épreuve est remportée par l'équipe britannique de Diane Towler et Bernard Ford. Il faudra attendre huit ans plus tard, aux Jeux olympiques d'hiver de 1976 à Innsbruck, pour que la danse sur glace devienne un sport olympique.